# Organom
 (octobre 2014).
Organom est un syndicat intercommunal de traitement et de valorisation des déchets ménagers et assimilés dans le département français de l’Ain. Organom a été créé en 2002 pour mettre en œuvre les objectifs du Plan départemental d'élimination des déchets ménagers et assimilés. Le syndicat regroupe 9 intercommunalités au 1er janvier 2017, représentant 195 communes, soit plus de 330 000 habitants. Chacune des 9 intercommunalités est représentée au sein du comité syndical par un ou plusieurs élus. Le comité syndical d’Organom compte 37 délégués titulaires et 37 délégués suppléants. 
Organom est un EPCI (établissement public de coopération intercommunale) et répond aux mêmes règles qu’une commune ou un regroupement de communes. 

## Présentation
Le syndicat est chargé du transport, du traitement, de la valorisation et de la réduction des déchets ménagers sur son territoire. Organom traite 3 catégories principales de déchets : 
- les déchets ménagers produits par les habitants (ordures ménagères et encombrants) collectés par les communautés de communes ou d'agglomération ;
- les déchets de professionnels (déchets industriels banals ou DIB) ;
- et les déchets végétaux.

Le traitement par Organom sur le site de La Tienne s'effectue : 
- par enfouissement en installation de stockage de déchets non dangereux (ISDND de La Tienne à Viriat) pour les DIB et déchets ménagers ;
- par compostage des déchets végétaux sur la plateforme de La Tienne ;
- par valorisation organique, matière et énergétique des ordures ménagères, via l'unité de méthanisation appelée Ovade, dont la construction a démarré en 2013 sur le site de La Tienne et qui a été mise en service en 2015.

Organom dispose également de trois quais de transfert à (La Boisse, Sainte-Julie et Le Plantay).
Le syndicat assure la gestion en post-exploitation du centre de stockage de Vaux au Plantay, fermé depuis 2009.

## Les intercommunalités membres
Neuf intercommunalités du département de l'Ain sont membres du syndicat mixte Organom, parmi elles, on compte deux communautés d'agglomération et sept communautés de communes.

### Communautés d'agglomération
1. Grand Bourg Agglomeration
2. Haut-Bugey Agglomération

### Communautés de communes
1. Communauté de communes de la Plaine de l'Ain
2. Communauté de communes de la Dombes
3. Communauté de communes de Miribel et du Plateau
4. Communauté de communes de la Côtière à Montluel
5. Communauté de communes Bresse et Saône
6. Communauté de communes Rives de l'Ain - Pays du Cerdon
7. Communauté de communes de la Veyle

## La Tienne: un site de traitement multifilières certifié Iso 14001
Sur une surface de près de 80 ha, le site de La Tienne comprend : 
- une plateforme de transit pour accueillir, avant reprise pour valorisation, les encombrants de déchèteries, le plâtre et le PVC.
- une plateforme de compostage des végétaux qui produit du compost à la norme NFU 44051 ;
- une installation de stockage de déchets inertes (ISDI) ;
- une installation de stockage de déchets non dangereux (ISDND) ;
- une installation de valorisation énergétique du biogaz d'enfouissement : le biogaz généré par la fermentation des déchets dans les casiers est traité et produit de l'électricité vendue à EDF. La récupération de la chaleur sur les moteurs permettra une valorisation thermique servant à assécher les lixiviats (jus) issus des casiers d'enfouissement ;
- un dispositif de traitement des lixiviats ;
- L'usine de traitement Ovade (tri mécano-biologique, méthanisation et compostage) Produit notamment du compost à partir d'ordures ménagères et de végétaux.
- Chaque année, Organom accueille environ 70 000 tonnes d'ordures ménagères, 15 000 tonnes de DIB, 11 000 tonnes d'encombrants dont plus de 7 500 tonnes font l'objet d'une valorisation matière et énergétique, 5 500 tonnes de déchets inertes, 11 500 tonnes de végétaux et 1 500 tonnes de plâtre valorisé.

## Réduction des déchets
Organom s'est lancé depuis 2009 dans un programme local de prévention et de réduction des déchets en lien avec l'Ademe, visant à réduire de 7 % la production de déchets sur son territoire d'ici 2014, soit diminuer de 5 kg par habitant et par an. Ce programme s'inscrit dans les objectifs fixés par le Grenelle de l'environnement. Partant du principe que le déchet le plus facile à traiter est celui qui n'est pas produit, Organom mène avec ses partenaires et les collectivités des actions de sensibilisation du public au réemploi, à la réutilisation des objets, au gaspillage alimentaire, etc.